# Матон-Бланш, Лина
Лина Матон-Бланше (3 января 1903 — 11 марта 1994) — афро-гаитянка, пианист, учитель музыки и композитор. Первый директор Национальной консерватории, интересовалась фольклорными традициями Гаити. Была известна как учитель и наставник многих выдающихся гаитянских исполнителей. Обученная классическим музыкальным традициям, она собирала традиционные песни, документируя тексты песен, мелодии и ритмы, которые освещали традиции в гаитянской музыке. Она широко признана как одна из самых влиятельных фигур, которая оказала влияние на музыку на Гаити в двадцатом веке.

## Биография
Лина Матон родилась 3 января 1903 года в Порт-о-Пренсе, Гаити, в семье Клеанте Н.Мари Анн (урожденной Карре) и Шарля Матона. Её отец был врачом, а мать занималась воспитанием пятерых детей. С раннего возраста Матон интересовалась фортепиано и стала заниматься музыкой в возрасте четырёх лет с Джастином Эли. С 1917 по 1921 год она изучала классическую музыку в Париже в Ecole Notre-Dame de Sion. Матон-Бланш умерла 11 марта 1994 года. Её помнят как одну из самых влиятельных гаитянских музыкантов двадцатого века. Она сильно повлияла на поколения гаитянских музыкантов и художников, введя африканское искусство и традиции на сцену в 1940—1950-е годы. Среди её учеников были: Фриснер Огюстен, Раймон Байаргау, игравший под сценическим псевдонимом Роро, Люман Казимир, Мишлин Лауден Дени, Йоль Дероз, Жан-Леон Дестине, Джеки Дюрозо, Джеймс Жермен, Марта Жан-Клод, Эмери Морс и Гай Скотт.

## Карьера
Вернувшись на Гаити, Матон начала давать уроки игры на фортепиано. 10 декабря 1924 года вышла замуж за Артура Маргрона. У пары родился сын Рейнольд (1925—1926). Открывая школу, музыкальный лицей Порт-о-Пренса, Матон-Маргрон преподавала в традициях западной классической музыки, питая особую любовь к Моцарту. В 1920—1930-е годы на Гаити вновь возродился интерес к коренному населению и народным традициям этой страны. Основываясь на народной музыке, исполнении песен в сельской местности и традициях народа, она писала музыку для камерных ансамблей, хоров и фортепиано с элементами народной музыки и традиционных ритмов.
Матон-Маргрон была одной из первых, кто кодифицировал музыкальные и танцевальные традиции на Гаити. она сотрудничала с Вернером Ягерхубером в проекте по документированию местных песен, распространенных в культуре, но недовольная тем, что просто собирает песни от крестьянских женщин и торговцев на местном рынке, Матон-Маргрон посещала общины и храмы, документируя музыку в полевых экспедициях. Она также публиковала призывы в газетах, призывая художников, написавших оригинальные креольские песни, внести свой вклад в её коллекцию. Лина заработала себе известность и благодаря этому она обменивалась своими исследованиями с художниками и учеными, такими как Гарольд Курландер и Жан Мураи.
К середине 1930-х годов умер первый муж Мэтон-Маргрон. В 1937 году она основала Choeur Folklorique National, любительскую хоровую группу, которая исполняла музыку на гаитянскую тематику. Она бросила вызов местным обычаям и в 1938 году представила группу студентов из Эколь мод Туриан, где преподавала вокал, в исполнении песен на гаитянском креольском языке. Её хоровая группа давала концерты в самых популярных клубах страны.
Певцы другой группы, Легба, выступили на Панамериканской конференции. Они были первой гаитянской группой, исполнившей на сцене вдохновленные народом песни и танцы. После их выступления, они гастролировали в течение двух недель в таких местах, как зал Конституции, университет Говарда, и международные дома в Вашингтоне.
Племянник Матон-Бланш, Ферер Лагерр, её ученик и коллега, должен был основать Choeur Simidor. Бланш должна была сочинять и аранжировать для него музыку. Эта группа успеха не имела и в 1947 году она основала и стала сорежиссёром национальной фольклорной труппы (National Folklore Troupe) вместе со своим племянником Лагерром, Мишлин Лауден Дении Жаном-Леоном Дестине. Танцевальная труппа была основана для воссоздания традиционных танцев для торжеств, посвященных гаитянскому двухсотлетию. Во времена президентства Поль Маглуар, Матона-Бланш была назначена первым директором Национальной консерватории. Большинство сочинений Матон-Бланше были утрачены.
Матон-Бланш продолжала преподавать, продвигать артистов и выступать на протяжении десятилетий с 1950-х по 1980. В 1988 году филармонический оркестр Сент-Трините под руководством Хулио Расина исполнил её аранжировку суфле Вент. После этого события она работала музыкальным консультантом в постановках гаитянского Народного балета «Дореус» и «Тезен». Её последним публичным выступлением был концерт в церкви Сен-Пьер-де-Петион-Вилль в 1994 году.